# Mijailo Dray-Jmara
Mijailo Opanásovich Dray-Jmara (Mali Kanivtsi cerca de Zolotonosha, gobernación de Poltava, Imperio ruso, 28 de septiembrejul./ 10 de octubre de 1889greg. - Kolimá, Siberia, Unión Soviética, 19 enero de 1939) fue un poeta, traductor y lingüista ucraniano.

## Vida
Dray-Jmara nació en el seno de una familia cosaca y pronto quedó huérfano de madre. Asistió a la escuela primaria en Zolotonosha y a la escuela secundaria en Cherkasy. Después de cuatro años de escuela secundaria (1902-1906), recibió una beca para el colegio «Pavlo Galagan» en Kiev, donde se dedicó por primera vez a escribir. Allí escribió su primer poema Devushka v aloy kosinke (1910) en ruso, que fue publicado en la revista del colegio, Lukomore. Después de graduarse de la universidad (1910), Draj-Khmara se matriculó en la facultad de Filología histórica de la Universidad de Kiev, donde obtuvo una beca de cuatro años.
En 1913, Dray-Jmara viajó al extranjero, a ciudades como Zagreb, Budapest, Belgrado y Bucarest, en nombre de la Universidad de Kiev para realizar investigaciones sobre las lenguas y literaturas eslavas. Después de su viaje de investigación, Dray-Jmara se casó con Nina Dlugopolska en 1914. En 1915 se graduó en la universidad y comenzó a prepararse para su doctorado.
Durante la Primera Guerra Mundial, Draj-Chmara recibió una beca para la Universidad de Petrogrado, donde trabajó durante los siguientes dos años. En la primavera de 1917 regresó a Ucrania, donde ayudó a establecer un sistema educativo ucraniano independiente. De 1918 a 1923 ocupó el cargo de profesor particular en la cátedra de filología eslava. De 1923 a 1929 trabajó como profesor en el Instituto Médico de la Universidad de Kiev y de 1930 a 1933 investigó en el Instituto de Lingüística de la Academia de Ciencias de Ucrania.
Desde la década de 1930 Dray-Jmara vivió casi exclusivamente en cautiverio. En 1933 fue arrestado por primera vez, acusado de «terrorismo contrarrevolucionario» en la Universidad de Kamianets-Podilski. Aunque los procedimientos en su contra se retiraron en 1934, ya no se le permitió ocupar el cargo de profesor. Aunque Dray-Jmara negó las acusaciones, fue arrestado nuevamente en 1935 y todos sus manuscritos fueron confiscados. En 1936 fue condenado en Moscú a cinco años en el campo de Kolimá por su presunta participación en una organización contrarrevolucionaria secreta. En 1938 su sentencia fue extendida 10 años más. Falleció el 19 de enero de 1939. No hay consenso sobre su muerte, pero ciertos documentos dan testimonio de su muerte por insuficiencia cardíaca en Kolimá.
Se ha dado su nombre a una calle en Kamianets-Podilski y una cátedra de lengua ucraniana, latina e inglesa ha sido nombrada con su nombre.

## Obra

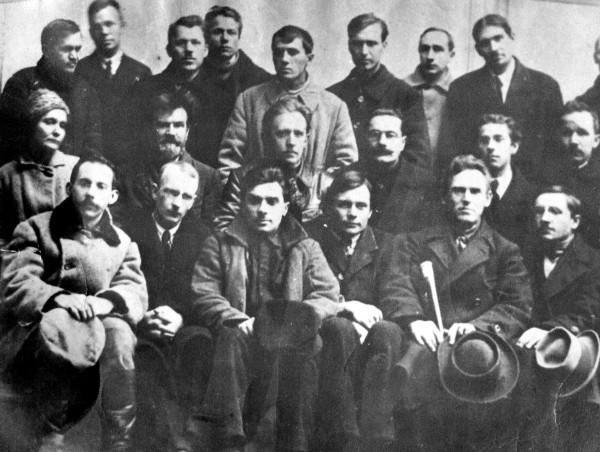
Reunión de artistas de Járkov y Kiev en 1923. De izquierda a derecha. Primera fila: Maksim Rilski, Yuri Meshenko, Mikola Jvilovi, Maik Yohansen, Hrihori Mijailov, Mijailo Verikivski. Segunda fila: Natalia Romanovich, Mijailo Mohilyanski, Vasil Ellan-Blakitni, Serhi Pilipenko, Pavlo Tichina, Pavlo Filipovich. Tercera fila: Dmitro Zahul, Mikola Zerov, Mijailo Dray-Jmara, Hrihori Kosinka, Volodimir Sosiura, Teodosi Osmachka, Volodimir Koryak, Mijailo Ivchenko

Dray-Jmara es conocido principalmente por sus traducciones. Con ellas hizo una contribución significativa al desarrollo de la literatura ucraniana. Se dice que hablaba 20 idiomas, aunque tradujo principalmente del francés, italiano y checo y tradujo la poesía de Maurice Maeterlinck, Paul Verlaine y Maksim Bahdanovich, entre otros. Desafortunadamente, muchas de sus traducciones fueron confiscadas por la NKVD porque no estaban de acuerdo con la doctrina bolchevique.
El talento de Dray-Jmara no fue reconocido por la sociedad de la época, ya que se consideraba que sus obras estaban codificadas y eran muy complicadas. Es conocido por las emociones que expresa en su poesía y por un lenguaje exuberante con neologismos. Un contemporáneo «normal» no podía encontrar ningún significado detrás de sus poemas. Solo después de su muerte ganó reconocimiento y pasó a ser un famoso poeta del siglo XX, debido a la profundidad y emoción de sus obras.
En vida solo se publicó un volumen de poesía con el nombre de Prorosten [Los brotes] (1926). Esto sucedió cuando Dray-Jmara se convirtió en miembro de la Sociedad de Historia Literaria de la Academia de Ciencias en 1924. Allí se movió en los círculos del neoclásico de Kiev, cuyos miembros también estaban activos en la Academia de Ciencias y otras universidades. Dray-Jmara y otros miembros querían separarse de los llamados cultos proletarios y lucharon por una separación. La obra de Dray-Jmara se ocupó más de cuestiones histórico-culturales y morales-psicológicas. Sus otras dos obras, Solnechnye marchi y Shelesnyi gorisont, no se publicaron hasta la década de 1969, después de su muerte. En 1962 se publicó su monografía Lesia Ukrainka: Zhytia i tvorchist [Lesia Ukrainka: su vida y obra].
Aunque las obras de Dray-Jmara se adscriben al Neoclasicismo, muestran muchas características del Simbolismo.

### SonetoLebedi
El soneto Lebedi [Cisne] apareció en el Almanac Literaturnyi Yarmarok en Járkov en 1928 y sería el último poema publicado durante su vida. Dray-Jmara fue acusado de introducir críticas ocultas a la dirección política en el poema. Después de eso, no encontró más oportunidades de publicación para sus poemas.

На тихім озері, де мріють верболози,

давно приборкані, і влітку й восени

то плюскоталися, то плавали вони,

і шиї гнулися у них, як буйні лози.
En un lago tranquilo, donde sueñan las praderas,

domados hace tiempo, como en el verano, como en el otoño,

a veces chapotean, a veces nadan,

sus cuellos se arquean, como impetuosas vides.